# Conus lynceus
Conus lynceus е вид охлюв от семейство Conidae. Видът не е застрашен от изчезване.

## Разпространение и местообитание
Разпространен е в Австралия (Куинсланд), Индонезия (Ява), провинции в КНР, Соломонови острови, Тайван, Тайланд и Филипини.
Обитава крайбрежията на морета. Среща се на дълбочина от 53,3 до 63,8 m.